# 킹콩 (2005년 영화)
《킹콩》(King Kong)은 미국에서 제작된 피터 잭슨 감독의 2005년 모험, 판타지, 액션 영화이다. 동명의 원작 1933년판과 1976년판의 리메이크 작품이다. 총 제작비는 2억 달러이다. 제78회 미국 아카데미 시상식에서 시각효과상, 음향상, 음향효과상을 수상하였다.

## 줄거리
1933년 대공황 시대, 뉴욕에서 힘들게 공연 생활을 이어가던 배우 앤 다로우는 재정적으로 어려움을 겪고 있는 영화감독 칼 데넘에게 배우로 캐스팅 제안을 받는다. 앤은 자신이 좋아하는 극작가 잭 드리스콜이 각본을 쓴다는 사실을 알고 출연을 결심한다. 촬영을 위해 그들은 수라바야에 정박한 작은 화물선 벤처호에 탑승한다. 칼은 싱가포르로 향한다고 말하지만, 실제로는 신비로운 해골섬에서 촬영할 계획을 세운다. 벤처호가 해골섬에 도착하면서, 칼과 일행은 섬을 탐험하던 중 원주민들에게 공격을 받고, 원주민들은 25피트 거대 고릴라 킹콩에게 제물로 바치기 위해 앤을 납치한다.
앤이 사라진 것을 안 잭과 선원들은 섬으로 돌아가지만, 킹콩은 앤을 데리고 정글로 도망친다. 앤은 저글링과 춤 실력으로 킹콩의 마음을 사로잡고, 킹콩의 지능과 감정 능력을 깨닫게 된다. 칼은 킹콩을 촬영하기로 마음먹고, 선원들과 함께 앤을 구출하기 위한 구조대를 조직한다. 구조대는 브론토사우루스 무리와 벨로시랩터와 유사한 육식공룡의 공격을 받게 되고 많은 희생자를 낸다. 킹콩은 티라노사우루스 렉스와 유사한 거대 공룡들로부터 앤을 구하고, 그들을 산속 동굴로 데려간다. 
잭은 홀로 앤을 찾아 나서고, 칼은 킹콩을 생포하려 한다. 잭은 킹콩의 은신처를 발견하고 앤과 함께 도망치다 칼 일행과 합류한다. 그들은 킹콩을 사로잡으려 하지만, 앤은 킹콩을 해치지 말아 달라고 애원한다. 칼은 마취제로 킹콩을 제압하여 포획하는 데 성공한다. 
크리스마스 시즌의 뉴욕에서, 칼은 킹콩을 "세계 8대 불가사의"라 칭하며 브로드웨이 쇼를 기획한다. 앤은 공연에 참여하지 않고, 익명의 코러스 걸이 앤의 역할을 대신한다. 킹콩은 앤이 아닌 다른 사람이 연기하는 것에 격분하고, 쇼장에서 탈출해 앤을 찾아 뉴욕 시내를 헤맨다. 미국 육군이 킹콩을 공격하고, 킹콩은 엠파이어 스테이트 빌딩 꼭대기로 올라가지만, 해군 비행기의 총격으로 치명상을 입고 건물에서 추락해 죽는다. 잭과 앤은 슬퍼하고, 킹콩의 죽음을 지켜보던 칼은 "비행기가 죽인 게 아니야. 아름다움이 야수를 죽인 거지"라고 말하며 비극을 마무리한다.

## 출연

### 주연
- 나오미 왓츠- 앤 역
- 잭 블랙- 덴 헴 역
- 애드리언 브로디- 잭 드리스콜 역

### 조연
- 앤디 서키스
- 제이미 벨
- 카일 챈들러
- 로보 찬
- 토마스 크레취만
- 에반 파크
- 콜린 행크스
- 존 섬너
- 데이빗 덴젤로
- 스티븐 홀
- 루이스 서더랜드
- 제랄딘 브로피
- 조 포로우
- 존 클락

## 기타
- 조감독: 마크 애쉬튼
- 조감독: 델 채터튼
- 조감독: 랜달 윌리엄 쿡
- 음향: 마이클 시매닉
- 음향: 마이클 헤지스
- 음향: 해몬드 픽
- 음향효과: 에단 반 더 린
- 사운드슈퍼바이저: 마이크 홉킨스
- 미술: 그랜트 메이저
- 시각효과: 조 레터리
- 시각효과: 브라이언 반트 헐
- 시각효과: 크리스찬 리버스
- 시각효과: 리처드 테일러
- 의상: 테리 라이언
- 배역: 빅토리아 버로우즈
- 배역: 다니엘 허버드
- 배역: 존 허바드
- 배역: 리즈 멀레인

## 흥행
세계적으로 2005년 12월 14일에 상영을 개시하여 한국에서는 전국 423만명의 관객을 동원. 총 5억 불 가량의 흥행 수익을 기록하였다.

## 평가
로튼 토마토에서 신선도 지수 84%에 평균 별점 7.7점을 기록하였다.

## 같이 보기
- 마이티 조 영 (1998년 영화)
- 높은 제작비로 제작된 영화 목록